# Leo Wegener
Leo Wegener (* 17. Dezember 1870 in Jeseritz, Kreis Nimptsch, Provinz Schlesien; † 11. Juli 1936 in Kreuth, Oberbayern) war ein deutscher Nationalökonom, Wirtschaftsfunktionär und Landesökonomierat.

## Leben
Wegener wurde bis zu seinem 28. Lebensjahr durch Krankheit an der Aufnahme eines Universitätsstudiums gehindert und studierte anschließend in Heidelberg Nationalökonomie bei Max Weber, unter dem er den akademischen Doktorgrad erwarb. Er scheint ein Lieblingsschüler Webers gewesen zu sein.
Wegener wurde 1903 als Nachfolger Alfred Hugenbergs, mit dem er befreundet war, Direktor des Provinzialverbands der deutschen Raiffeisen-Genossenschaften in Posen. In dieser Funktion war er bis 1925 tätig. Er spielte eine führende Rolle in der ostmärkischen Ansiedlungspolitik. Er war maßgeblich am Siedlungsgesetz-Entwurf, der so genannten Kurlandverordnung vom 17. Juni 1918, beteiligt und war Gründungsmitglied der 1919 als Reaktion auf die Novemberrevolution ins Leben gerufenen Organisation Wirtschaftsvereinigung zur Förderung der geistigen Wiederaufbaukräfte. Gemeinsam mit Max Weber und Otto Hoetzsch wurde er nach Ende des Ersten Weltkriegs im Zusammenhang mit dem Friedensvertragsentwurf der Alliierten und Assoziierten Mächte in die vom preußischen Ministerium des Inneren bestellte Kommission zur Beratung der militärisch-politischen Bestimmungen, Gruppe Ostfragen I D Polen/Westpreußen berufen, die eine Stellungnahme zu den territorialen Abtretungsforderungen ausarbeiten sollte.
1925 sah sich Wegener aus gesundheitlichen Gründen gezwungen, seine Stellung in Posen aufzugeben. Seit Juli 1925 war er in seinem Haus im Dorf Kreuth in Oberbayern ansässig, das ihm Hugenberg finanzierte. Er war dessen enger Vertrauter und beriet ihn in Pressefragen.
Wegener war Mitglied des Aufsichtsrats der Ala, Anzeigen-Akt.-Ges., der Ufa, Universum-Film AG, der Ostbank für Handel und Gewerbe AG und der Ostdeutschen Privatbank AG.

## Werke
- Der wirtschaftliche Kampf der Deutschen und der Polen um die Provinz Posen (Dissertation, Universität Heidelberg). Posen 1903 (321 Seiten).
- Zeitfragen im ländlichen Genossenschaftswesen, 1912 (31 Seiten).
- Meine Reise durch Polen. Vortrag gehalten am 19. November 1915.
- Wozu die Vaterlandspartei?, Vortrag gehalten 1917, Selbstverlag (15 Seiten).
- Politik, Diplomat und Kriegsziele. Vortrag gehalten 1917 (16 Seiten).
- Hugenberg: Eine Plauderei, 1930 (64 Seiten).
- Hugenbergs Wirken für die Landwirtschaft, 1935 (26 Seiten).